# Noko Matlou
Noko Alice Matlou (Moletjie, Limpopo; 30 de septiembre de 1985) es una futbolista sudafricana. Juega como defensora en el SD Eibar de la Primera División de España y en la selección de Sudáfrica.
Internacional desde 2006, ha disputado 5 ediciones de la Copa Africana, llegando a la final en 2012 y 2018, dos Juegos Olímpicos y un Mundial, marcando 64 goles y superando los 160 partidos internacionales con la camiseta sudafricana, marca compartida con Janine van Wyk, las únicas futbolistas de Sudáfrica en lograr este récord entre hombres y mujeres. Además de otras numerosas distinciones, Matlou también se convirtió en la primera sudafricana en ser nombrada Futbolista Africana del Año en 2008.

## Biografía
Matlou nació en Moletjie Ga-phaudi, un asentamiento muy pequeño cerca de Ga-Masehlong, municipio de Aganang, provincia de Limpopo.

## Trayectoria
De 2004 a 2005 jugó para un club en Seshego. Formó parte de las Development Ladies y hasta 2009 integró el equipo de las Brazilian Ladies en Johannesburgo, año en el que también se probó con el VfL Wolfsburgo alemán.
Desde julio de 2012 hasta junio de 2013, Matlou jugó para la Universidad de Johannesburgo.
En 2013, se convirtió en la máxima goleadora de la Liga Sasol de Sudáfrica.
En 2020, fichó por el SD Eibar.
Matlou entrena con futbolistas masculinos para mejorar su juego: «Entreno regularmente con clubes masculinos locales y cuando salgo al campo con las mujeres simplemente no pueden tocarme».

## Selección nacional
Matlou debutó con la selección de Sudáfrica en diciembre de 2006. En 2009, participó en la Copa de Chipre donde las Banyana Banyana cayeron por 5-0 ante los Países Bajos en el partido por el quinto lugar. Matlou anotó dos veces en el torneo, terminando cuarta en la tabla de goleadoras.
En septiembre de 2007, fue sometida a una «inspección» de género por parte de un árbitro en presencia de la capitana contraria, antes de un partido contra Ghana en Pretoria. «No tuve problema en desvestirme y enseñarles lo que querían ver», declaró Matlou, a quien se le permitió disputar el partido después de ser confirmada como mujer.
Matlou saltó a la fama dentro de su selección al marcar seis goles en el Campeonato Africano de 2008. Más tarde ese año, se convirtió en la primera sudafricana en ser nombrada Futbolista Femenina Africana del Año por la Confederación Africana de Fútbol.
En 2014, la entrenadora de Sudáfrica, Vera Pauw, ubicó a Matlou, anteriormente delantera, como defensa.
El 7 de septiembre de 2015, jugó su centenar de partidos internacionales contra Camerún.

### Juegos Olímpicos
En 2012, Matlou participó en los Juegos Olímpicos de Londres. Jugó los tres partidos de la ronda preliminar, fase que el cuadro africano no pudo superar.
La futbolista regresó a la cita olímpica en Río de Janeiro 2016, donde nuevamente las sudafricanas se despidieron en la fase inicial.
Matlou jugó un total de 6 partidos en dos Juegos Olímpicos, convirtiéndose en la jugadora récord de su país en torneos olímpicos.

## Estadísticas

### Clubes
| Club                         | País      | Año             |
| ---------------------------- | --------- | --------------- |
| Development Ladies           | Sudáfrica | ¿?              |
| Brazilian Ladies             | Sudáfrica | ¿?              |
| Universidad de Johannesburgo | Sudáfrica | ¿?              |
| MaIndies                     | Sudáfrica | ¿?              |
| SD Eibar                     | España    | 2020 - presente |